# Два ствола
«Два ствола», «2 ствола» (англ. 2 Guns) — американский фильм о друзьях-полицейских, комедийный боевик 2013 года, девятый полнометражный фильм режиссера Балтазара Кормакура с Дензелом Вашингтоном и Марком Уолбергом в главных ролях. Фильм основан на одноимённом комиксе Стивена Гранта издательства Boom! Studios. Премьера в США состоялась 2 августа 2013 года, в России — 22 августа 2013 года.

## Сюжет
Роберт "Бобби" Тренч и Майкл "Стиг" Стигман - два преступника, работающие вместе. Незаметно друг для друга Бобби - специальный агент УБН под прикрытием, а Стиг - "Морской котик" ВМС США и старшина 1-го класса Управления морской разведки ВМС США. Они встречают наркобарона Мэнни "Папи" Греко на его ферме в Мексике, где Папи дает Бобби пачку наличных вместо кокаина, который он просил.
По возвращении в США Бобби докладывает своему начальнику, специальному агенту Джессапу, и коллеге-агенту Деб Рис, что он не достал кокаин, необходимый им для осуждения Папи. Впоследствии Бобби наедине говорит Рис, своей любовнице, что он поможет Стигу украсть 3 миллиона долларов из банка Папи в Трес-Крусес, штат Техас, чтобы привлечь Папи к ответственности за уклонение от уплаты налогов. Стиг докладывает своему командиру, лейтенант-коммандеру Гарольду Куинсу, который приказывает ему убить Бобби, чтобы они могли использовать деньги для финансирования тайных операций. Бобби и Стиг удивлены, обнаружив в хранилище более 43 миллионов долларов, а не 3 миллиона. Стиг следует приказу предать Бобби и сбежать с деньгами. Он стреляет Бобби в предплечье, вместо того чтобы убить его, но удивляется, увидев значок УБН Бобби, и оставляет его в пустыне. После того, как он принес деньги, Куинс предает Стига, но тот убегает. Тем временем человек по имени Эрл настойчиво допрашивает людей, связанных с ограблением, и идет по следу Бобби.
Бобби отправляется к Стигу, чтобы найти деньги, но только для того, чтобы Стиг связался с ним со снайперского поста через дорогу. Отряд наемных убийц, посланный Куинсом, атакует квартиру, но Стиг помогает Бобби сбежать. Бобби пытается рассказать Джессапу, что произошло, но Эрл и его люди уже там. Эрл убивает Джессапа, подставляет Бобби и отпускает его, соглашаясь очистить его имя, если он вернет 43 миллиона долларов. Бобби и Стиг похищают Папи и выясняют отношения между ними, прежде чем допросить Папи в гараже Рис. Папи говорит им, что Эрл - агент ЦРУ и что деньги, которые они украли, были частью прибыли ЦРУ от продажи наркотиков, которую Папи и другие картели платят в обмен на использование самолетов ЦРУ для контрабанды наркотиков через границу. Когда на дом нападает команда Куинса, Бобби, Стиг и Рис убегают, как и Папи. Все трое захвачены людьми Папи и доставлены на его ферму. После избиения мужчинам дается 24 часа на то, чтобы вернуть деньги, иначе Рис умрет. Бобби проникает в офис Куинса на военно-морской авиабазе в Корпус-Кристи, выясняя, что Куинс - бойфренд Рис, и они планировали украсть деньги для себя.
Тем временем Стиг обращается за помощью к адмиралу Туви, боссу Куинса. Туви приказывает арестовать Куинса, но отрекается от Стига, чтобы защитить репутацию военно-морского флота. Оба мужчины убегают от офицеров Военно-морского флота США, но Папи убивает Рис, потому что они не смогли вовремя вернуть деньги. Позже Бобби понимает, что деньги находятся в номере мотеля, который они с Рис часто посещали, в то время как Стиг возвращается на ферму Папи, чтобы отомстить. Стиг окружен людьми Папи, когда вмешиваются Куинс и Эрл. Бобби приезжает на машине, набитой деньгами, и взрывает ее, разбрасывая купюры повсюду, что приводит к массовой перестрелке. Во время противостояния Эрл раскрывает, что у ЦРУ есть еще 20 секретных банков, и потеря 43 миллионов долларов - лишь незначительная неудача. Сигнализируя Стигу фразой из более раннего разговора, Бобби стреляет в Айва, а Стиг стреляет в Эрла. Наконец, они убивают Папи и убегают, но не раньше, чем Бобби стреляет Стигу в ногу в отместку за то, что в него стреляли ранее. Они планируют продолжать уничтожать секретные банки ЦРУ, и Бобби рассказывает, что спрятал часть украденных денег.

## В ролях
| Актёр               | Роль                      |
| ------------------- | ------------------------- |
| Дензел Вашингтон    | Роберт «Бобби» Тренч      |
| Марк Уолберг        | Майкл «Стиг» Стигман      |
| Пола Паттон         | Деб                       |
| Билл Пэкстон        | Эрл                       |
| Фред Уорд           | адмирал Тави              |
| Джеймс Марсден      | коммандер Куинс           |
| Эдвард Джеймс Олмос | Папи Греко                |
| Роберт Джон Берк    | Джессап                   |
| Патрик Фишлер       | доктор Кен                |
| Билл Стинчкомб      | пограничный агент в форме |

## Съёмки
Съёмки фильма проходили с 11 июня по 14 августа 2012 года в Луизиане и Нью-Мексико. Во время съёмок в Луизиане продюсеры потратили в штате 57,5 миллиона долларов и получили субсидию в размере 17,6 миллиона долларов в рамках государственной программы стимулирования кинопроизводства. Фильм «Два ствола» ознаменовал второе сотрудничество Уолберга и Кормакура. Впервые они работали вместе над фильмом Контрабанда (2012). Это также знаменует собой второе сотрудничество между Вашингтоном и Паттоном, которое началось вместе в Дежа вю (2006).

## Критика
На сайте-агрегаторе Rotten Tomatoes фильм имеет рейтинг 64% на основании 190 критических отзывов. На сайте Metacritic рейтинг фильма составляет 55 из 100 на основании 43 отзывов.
Бен Кенигсберг из The A.V. Club дал фильму оценку «C+», охарактеризовав его как «действие без излишеств». Питер Брэдшоу из The Guardian дал фильму 2 из 5 звезд. Курт Осенлунд из журнала Slant Magazine присвоил 2 из 4 звезд, написав, что у фильма «есть желание делать бесцеремонные социально-политические заявления, но нет желания использовать их где-либо по-настоящему провокационно».